# Diana (álbum de 1980)
Diana (estilizada na capa como "diana") é o décimo primeiro álbum de estúdio da cantora americana Diana Ross, lançado em 22 de maio de 1980, pela Motown. É o álbum de estúdio mais vendido da carreira de Ross, gerando três singles de sucesso internacional, incluindo os EUA e o hit internacional número um "Upside Down".

## Concepção
Após o sucesso nos Estados Unidos de seu álbum The Boss de 1979, Diana queria um som mais fresco e moderno. Tendo ouvido o trabalho de Nile Rodgers, integrante da banda Chic, na famosa discoteca de Manhattan Studio 54, ela o abordou sobre a criação de um novo álbum de material para ela que afirmava onde ela sentia que estava em sua vida e carreira no período.
Em um episódio de Unsung da TV One, Nile Rodgers disse que a maioria das canções foram criadas após conversas diretas com Diana Ross. Ela teria dito a Rodgers e Bernard Edwards que queria virar sua carreira “de cabeça para baixo”(referência a tradução de Upside Down, canção incluída no álbum) e queria “se divertir novamente”. Como resultado, Rodgers e Edwards escreveram as canções "Upside Down" e "Have Fun (Again)". Depois de encontrar várias drag queens em um clube vestido como a cantora, Rodgers escreveu "I'm Coming Out". Apenas "My Old Piano" veio de seus processos normais de composição.
Inicialmente, Diana não gostou dos resultados do álbum. Após uma prévia do álbum a ser lançado na sequência da reação anti-disco, Frankie Crocker, um influente DJ de Nova York avisou a ela que lançar o álbum em seu estado original levaria até o fim de sua carreira. Ross remixou todo o álbum, auxiliado pelo engenheiro da Motown Russ Terrana, removendo passagens instrumentais estendidas e acelerando o andamento das faixas. Os vocais principais de Ross também foram regravados e remixados para que estivessem na frente e no centro e não ofuscados pela música.
A remixagem das fitas master foi realizada sem o conhecimento ou aprovação de Rodgers e Edwards. Quando lhes foi apresentada a versão "oficial" de "diana", os produtores desaprovaram publicamente e, a certa altura, até consideraram retirar seus nomes da lista de créditos do álbum. A gravadora e a cantora persistiram e a versão lançada do álbum foi a mais comercial, feita por Russ Terrana.
Nile Rodgers e Bernard Edwards foram contratados pela Motown para produzir um álbum seguinte, mas, como Ross deixou a gravadora, ele nunca foi criado. Rodgers e Edwards processaram a Motown, alegando sem sucesso que deviam dinheiro para criar e gravar a versão original do álbum. Em 1989, Rodgers e Ross colaboraram em Workin 'Overtime (#3 US R&B), lançado após o retorno de Ross à Motown. Edwards produziu o single de 1984, "Telephone" (#13 US R&B), do álbum Swept Away de Ross, lançado pelo selo RCA. Rodgers tocou guitarra na música new wave, "It's Your Move", do mesmo álbum. A arte da capa foi fotografada pelo famoso fotógrafo Francesco Scavullo.

## Recepção da crítica
Robert Christgau, escrevendo para o The Village Voice, deu ao álbum uma classificação A-. Ele observou que "desde Lady Sings the Blues a Sra. R. não foi forçada a uma camisa de força tão atraente. Sua angularidade alegre e verve pronta para estourar poderiam ter sido projetadas para a sinergia de Rodgers e Edwards - você poderia jurar que ela era tão uma grande cantora como a própria Alfa Anderson. E o Nilo está exibindo mais habilidade com machado do que qualquer guitarrista base da história."  Em uma revisão retrospectiva, Charity Stafford do Allmusic chamou o álbum de "o melhor disco solo de Ross". Ela descobriu que "Ross parece mais contundente do que em anos. O estilo em tom de hélio de seus primeiros sucessos com as Supremes está a mundos de distância da forma assertiva com que ela chega ao hit funky" Upside Down ". A produção lustrosa do Chic pode soar um pouco datada para alguns ouvidos, mas amadureceu muito melhor do que muitos álbuns semelhantes da época."  Em sua revisão de 2003 da edição de luxo de Diana, Daryl Easlea, da BBC Music, escreveu: "Diana é um retrato artístico de liberdade completa; a escrita de Rodgers e Edwards simboliza a libertação de Ross dos grilhões da Motown em um nível, mas, além disso, o trabalho tem uma universalidade; celebra a homossexualidade, a negritude, a igualdade; um álbum de ideias desafiadoras, amizade e liberdade." 

## Performance nas paradas
Em parte devido à controvérsia entre Diana Ross, Motown e Nile Rodgers / Bernard Edwards, a Motown lançou o álbum sem um single principal. Isso era inédito, especialmente para uma gravadora como a Motown. No entanto, em sua quarta semana antes do verão, o álbum já estava se aproximando do top 10. "Upside Down" acabou sendo escolhido pelo selo e programadores de rádio. "Upside Down" fez um raro movimento de salto em sua terceira semana do número 49 para o número 10. Em meados do verão de 1980, Ross alcançou seu quinto single número um.
O álbum passou 17 semanas no topo da parada R&B/Dance da Billboard. Alcançando o número dois na parada da Billboard 200 e o número um na parada de álbuns da Billboard Soul por 8 semanas consecutivas, bem como rendendo dois singles no top 10 da Billboard Hot 100, incluindo o single número um "Upside Down", o álbum iria vendem mais de um milhão de cópias nos Estados Unidos e são certificados como Platina pela Recording Industry Association of America. No Reino Unido, ganhou ouro e gerou três singles de sucesso; "Upside Down" (#2), "My Old Piano" (#5) e "I'm Coming Out" (#13). Um quarto single, "Tenderness", também foi lançado em alguns territórios, alcançando o top 40 na Holanda, e mais tarde foi incluído em várias compilações de grandes sucessos. Apesar de seu enorme sucesso de dance e dance radio, nenhum dos singles de Diana foi remixado para uso promocional e / ou comercial enquanto o álbum estava sendo lançado.
"I'm Coming Out" tornou-se um hino para o movimento LGBT.
Cerca de trinta anos após seu lançamento, Diana continua sendo o álbum de estúdio mais vendido de Ross, tendo vendido um total de mais de 10 milhões de cópias em todo o mundo, de acordo com o crítico musical Graham Reid.
"Diana" foi um dos quatro álbuns escritos e produzidos por Edwards e Rodgers em 1980, os outros três sendo Sister Sledge's Love Somebody Today, Sheila e B. Devotion's King of the World, incluindo o single europeu "Spacer" e o quarto álbum de estúdio de Chic, Real People .
Após o lançamento de mais dois singles, o dueto "Endless Love" com Lionel Richie e "It's My Turn", ambos sucessos mundiais, Ross deixou a Motown e assinou um contrato recorde de $ 20 milhões com a RCA Records. O primeiro álbum da gravadora foi o produzido por ele mesmo em 1981, Why Do Fools Fall in Love, que foi disco de platina e gerou dois sucessos no Top 10 nos Estados Unidos. Diana foi remasterizada e lançada como um CD duplo em 2003 contendo os Chic Mixes originais e as mixagens finais da Motown, versões não remixadas, junto com uma seleção de outras faixas de dança da Motown do mesmo período.

## Lista de faixas
Todas as faixas foram compostas e produzidas por Bernard Edwards e Nile Rodgers.

### Lançamento original em LP e K7
| Side A |                    |         |  |
| N.º    | Título             | Duração |  |
| 1.     | "Upside Down"      | 4:05    |  |
| 2.     | "Tenderness"       | 3:52    |  |
| 3.     | "Friend to Friend" | 3:19    |  |
| 4.     | "I'm Coming Out"   | 5:24    |  |

| Side B |                        |         |  |
| N.º    | Título                 | Duração |  |
| 1.     | "Have Fun (Again)"     | 5:57    |  |
| 2.     | "My Old Piano"         | 3:55    |  |
| 3.     | "Now That You're Gone" | 3:59    |  |
| 4.     | "Give Up"              | 3:45    |  |

### Relançamento em 2001(Reino Unido) e 2003 (Estados Unidos)
Em formato Deluxe Edition, o álbum ganhou um CD bônus com faixas-extras, bem como todas as faixas mixadas originalmente pelo Chic.
| CD 1 |                                            |         |  |
| N.º  | Título                                     | Duração |  |
| 1.   | "Upside Down"                              | 4:05    |  |
| 2.   | "Tenderness"                               | 3:52    |  |
| 3.   | "Friend to Friend"                         | 3:19    |  |
| 4.   | "I'm Coming Out"                           | 5:24    |  |
| 5.   | "Have Fun (Again)"                         | 5:57    |  |
| 6.   | "My Old Piano"                             | 3:55    |  |
| 7.   | "Now That You're Gone"                     | 3:59    |  |
| 8.   | "Give Up"                                  | 3:45    |  |
| 9.   | "Upside Down" (Original Chic Mix)          | 4:17    |  |
| 10.  | "Tenderness" (Original Chic Mix)           | 5:10    |  |
| 11.  | "Friend to Friend" (Original Chic Mix)     | 3:20    |  |
| 12.  | "I'm Coming Out" (Original Chic Mix)       | 6:01    |  |
| 13.  | "Have Fun (Again)" (Original Chic Mix)     | 7:09    |  |
| 14.  | "My Old Piano" (Original Chic Mix)         | 4:52    |  |
| 15.  | "Now That You're Gone" (Original Chic Mix) | 3:40    |  |
| 16.  | "Give Up" (Original Chic Mix)              | 3:59    |  |

| CD 2 |                                                              |         |  |
| N.º  | Título                                                       | Duração |  |
| 1.   | "Love Hangover" (Extended Alternate Mix)                     | 10:25   |  |
| 2.   | "Your Love Is So Good for Me" (12-Inch Version)              | 6:36    |  |
| 3.   | "Top of the World"                                           | 3:09    |  |
| 4.   | "Lovin', Livin' and Givin'" (Ross Album Remix)               | 5:12    |  |
| 5.   | "What You Gave Me" (12-Inch Version)                         | 6:08    |  |
| 6.   | "You Were the One"                                           | 4:04    |  |
| 7.   | "The Diana Ross & the Supremes Medley of Hits" (12-inch Mix) | 9:59    |  |
| 8.   | "No One Gets the Prize"/"The Boss" (12-Inch Re-Edit)         | 9:41    |  |
| 9.   | "I Ain't Been Licked" (12-inch Mix)                          | 5:18    |  |
| 10.  | "Fire Don't Burn"                                            | 3:26    |  |
| 11.  | "We Can Never Light That Old Flame Again" (Alternate Mix)    | 4:38    |  |
| 12.  | "You Build Me Up to Tear Me Down"                            | 5:42    |  |
| 13.  | "Sweet Summertime Livin'"                                    | 4:25    |  |

## Ficha Técnica

### Músicos
| - Diana Ross – Vocal principal - Alfa Anderson – Vocais de apoio - Fonzi Thornton – Vocais de apoio - Luci Martin – Vocais de apoio - Michelle Cobbs – Vocais de Apoio - Bernard Edwards – Baixo - Nile Rodgers – Guitarra - Tony Thompson – Bateria - Andy Barrett (Schwartz) – Piano | - Raymond Jones – Teclados - Eddie Daniels – Saxofone - Meco Monardo – Trombone - Bob Milliken – Trompete - Valerie Haywood (The Chic Strings) – [Cordas - Cheryl Hong (The Chic Strings) – Cordas - Karen Milne (The Chic Strings) – Cordas - Gene Orloff – Maestro |

### Produção
| - Bernard Edwards – produtor para Chic Organization Ltd. - Nile Rodgers – produtor para Chic Organization Ltd. - Bob Clearmountain – engenheiro propôs lado A; faixas 1–4 - Bill Scheniman – engenheiro propôs lado B; faixas 1–4 - James Farber – engenheiro - Neil Dorfsman – engenheiro | - Ralph Osborn – Engenheiro de som - Abdoulaye Soumare – Assistente do engenheiro - Jeff Hendrickson – Assistente do engenheiro - Lucy Laurie – Assistente do engenheiro - Peter Robbins – Assistente do engenheiro - Dennis King – Masterização |